# Fahrenzhausen
Fahrenzhausen település Németországban, azon belül Bajorországban. Lakosainak száma 5138 fő (2023. december 31.). Fahrenzhausen Hohenkammer, Kranzberg, Neufahrn bei Freising és Eching községekkel határos.

## Népesség
A település népessége az elmúlt években az alábbi módon változott:
| Lakosok száma | 2800 | 2318 | 4543 | 4574 | 4727 | 4784 | 4976 | 5041 | 5150 | 5138 |
|               | 1970 | 1975 | 2011 | 2012 | 2014 | 2015 | 2017 | 2019 | 2022 | 2023 |